# Mirassolândia (kommun)
Mirassolândia är en kommun i Brasilien.   Den ligger i delstaten São Paulo, i den sydöstra delen av landet, 600 km söder om huvudstaden Brasília. Antalet invånare är 4 295.
Följande samhällen finns i Mirassolândia:
- Mirassolândia

Omgivningarna runt Mirassolândia är en mosaik av jordbruksmark och naturlig växtlighet. Runt Mirassolândia är det ganska glesbefolkat, med 29 invånare per kvadratkilometer.